# لسکوف ۴۷۴۱
سیارک ۴۷۴۱ (به انگلیسی: 4741 Leskov، نامگذاری:1985VP3) چهار هزار و هفتصد و چهل و یکمین سیارک کشف شده‌است که در ۱۰ نوامبر ۱۹۸۵ کشف شد.
قدر مطلق سیارک برابر ۱۱٫۸۰ است.